# Allium auriculatum
Allium auriculatum är en amaryllisväxtart som beskrevs av Carl Sigismund Kunth. Allium auriculatum ingår i släktet lökar, och familjen amaryllisväxter. Inga underarter finns listade i Catalogue of Life.